# جوليو ترزي دي سانت أجاتا

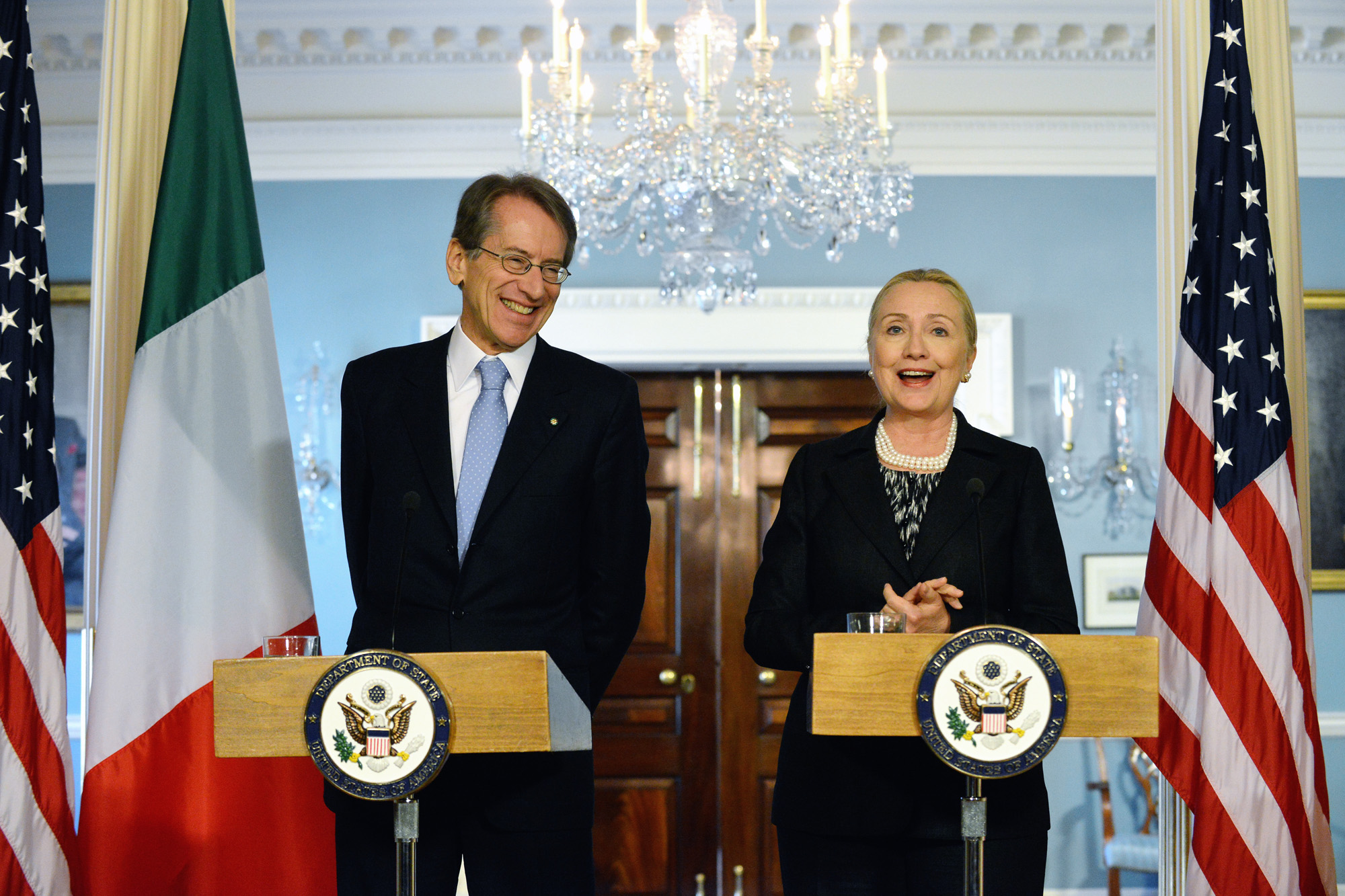
وزير الخارجية جوليو تيرزي مع وزيرة الخارجية هيلاري كلينتون

جوليو تيرزي دي سانت أجاتا ( النطق الإيطالي: ‎[ˈdʒuːljo ˈtɛrtsi di sanˈtaːɡata]‏ ؛ مواليد 9 يونيو 1946) دبلوماسي وسياسي إيطالي. شغل منصب وزير الخارجية الإيطالي في حكومة ماريو مونتي من تشرين الثاني 2011 حتى اذار 2013 ومندوب إيطاليا الدائم لدى الأمم المتحدة في نيويورك من 2008 إلى 2009 وسفير إيطاليا لدى الولايات المتحدة من 2009 إلى 2011.

## وزير الخارجية
في 16 نوفمبر 2011 ، تم تعيين ترزي وزيرا للخارجية في حكومة تكنوقراط برئاسة رئيس الوزراء ماريو مونتي.

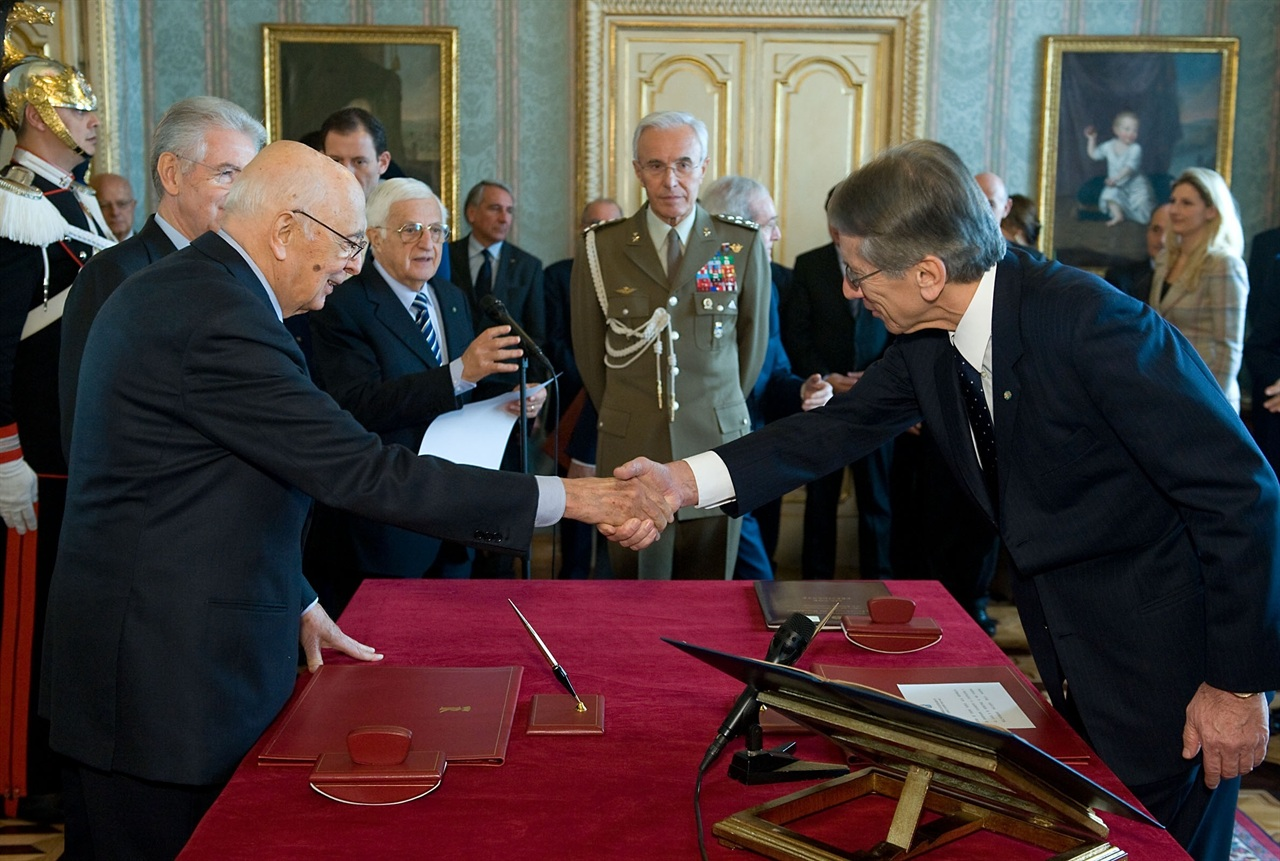
تعهد ترزي كوزير للخارجية في 17 نوفمبر 2011

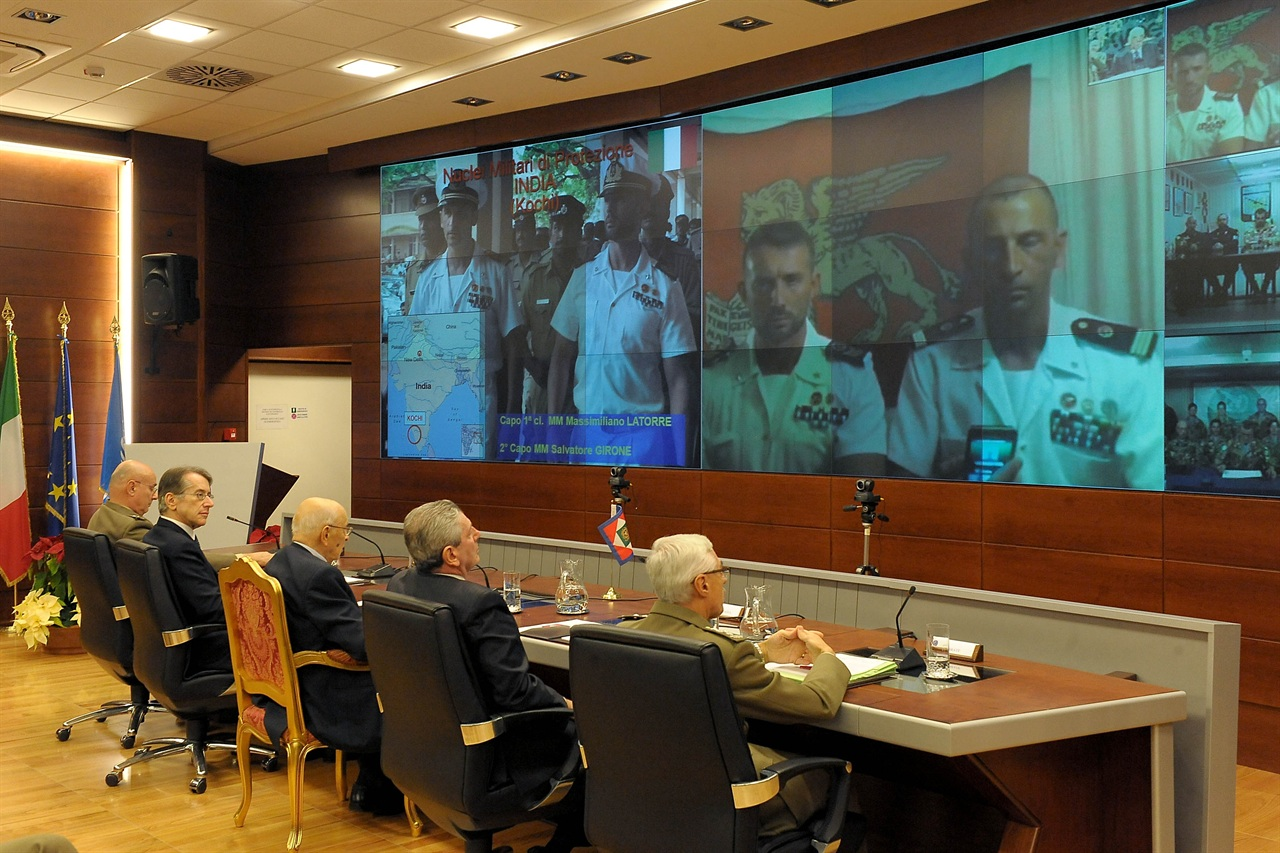
الرئيس الإيطالي جورجيو نابوليتانو ووزير الخارجية تيرزي في مركز التجارة العالمي مع الاثنين في 20 ديسمبر 2012.

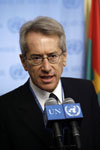
جوليو ترزي في نيويورك

## مرتبة الشرف
وسام الاستحقاق من الدرجة الأولى للجمهورية الإيطالية / نايت جراند كروس - 22 تشرين الثاني 2010